# Fossa de les Aleutianes

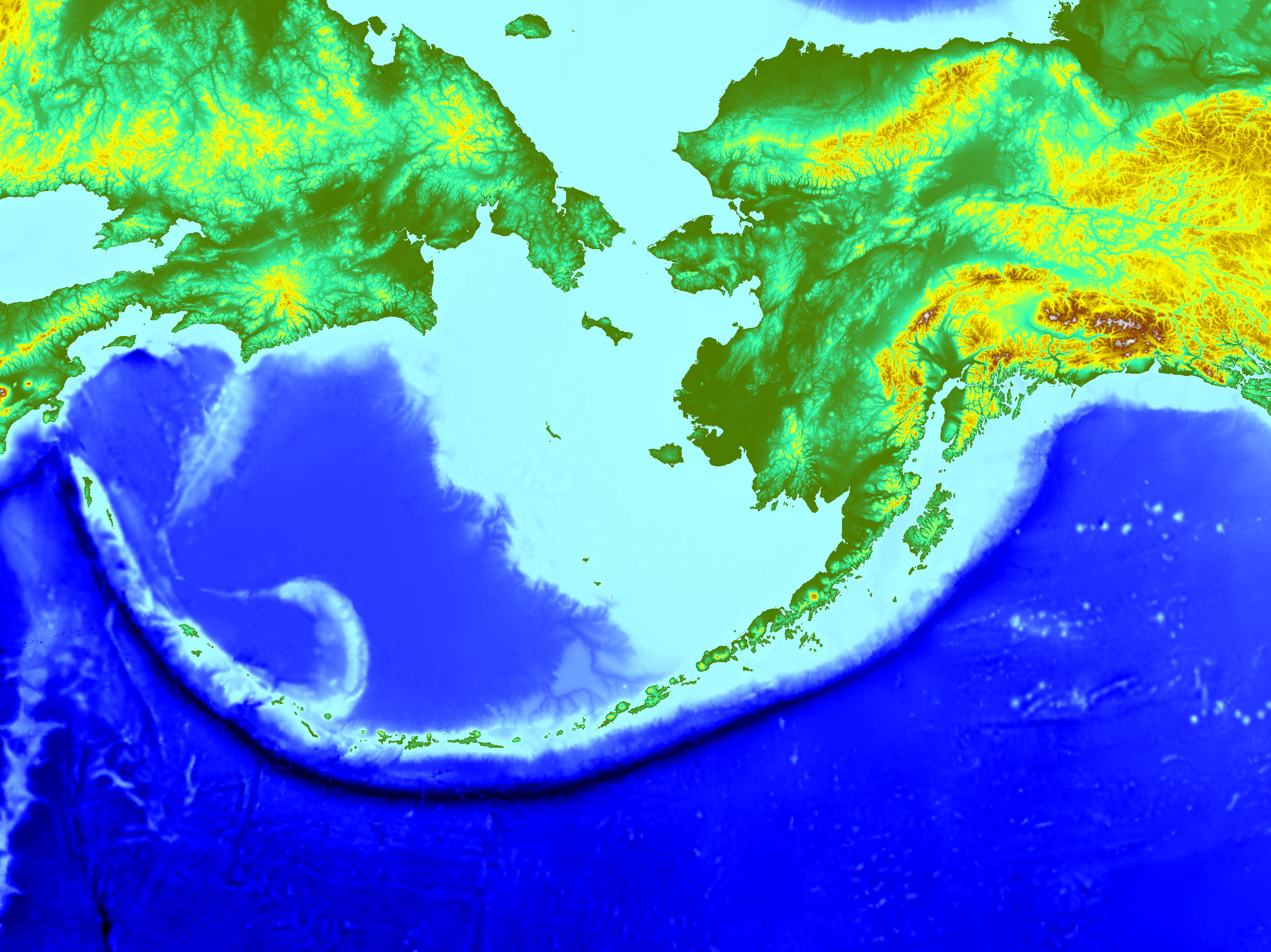
Mapa de la fossa de les Aleutianes

La fossa de les Aleutianes, en anglès: Aleutian Trench o Aleutian Trough, és una fossa marina i una zona de subducció que discorre al llarg de la costa del sud d'Alaska i les aigües adjacents del nord-est de Sibèria davant la península de Kamtxatka. S'estén durant 3.400 km. Aquesta fossa forma part de la frontera entre dues plaques tectòniques. Aquí, la placa del Pacífic queda per sota de la placa d'Amèrica del Nord a un angle d'uns 45 graus. La taxa de tancament és de 8 cm per any.
Aquest procés va crear l'arc aleutià. El punt més profund de la fossa de les Aleutianes és a 7.679 m. Al nord de la fossa hi ha una cadena de volcans i d'illes causades per la subducció.